# Ancien abri du marin (Île de Sein, 1900)
Ne doit pas être confondu avec Ancien abri du marin (Île de Sein, 1906).
Pour les articles homonymes, voir Ancien abri du marin.
L'ancien abri du marin (1900) est une maison située dans le département français du Finistère, sur la commune de l’Île-de-Sein.

## Historique
Au début du XXe siècle, Jacques de Thézac crée des abris des marins dans différents ports de Cornouaille, dont celui de l'Île de Sein. Le premier abri du marin est construit sur l'Île de Sein en 1900. Étant rapidement trop petit, un second abri du marin est construit en 1906. 
Ses façades et toitures font l’objet d’une inscription au titre des monuments historiques depuis le 1er octobre 2007.